# Adalbero von Luxemburg
Adalbero von Luxemburg (* Ende des 10. Jahrhunderts; † 1036 oder 1037) war Propst von St. Paulin in Trier, Gegenbischof von Trier und Sohn des Grafen Siegfried von Luxemburg sowie Bruder der Kaiserin Kunigunde, Gemahlin Heinrichs II. sowie Herzog Heinrichs von Baiern.
Von diesen mächtig unterstützt, wurde er nach dem Tod des Erzbischofs Ludolf von Trier im Frühjahr 1008 dem Mainzer Dompropst Megingod, den die Majorität des Domkapitels zum Erzbischof von Trier gewählt hatte, als Gegenbischof entgegengestellt. Adalbero bemächtigte sich der Stadt Trier, des erzbischöflichen Palastes und der Moselbrücke, worin er sich stark befestigte. Megingaud, auf dessen Seite sowohl der Papst wie auch Adalberos Schwager, König Heinrich II., standen, nahm im Sommer 1008 die Stadt Trier ein, konnte aber den im Palast, einer vom Kaiser Konstantin erbauten Basilika mit felsenfesten Ziegelmauern, eingeschlossenen Gegner nicht zur Übergabe bewegen, bis nach einer zuletzt vom Kaiser persönlich geleiteten 16-wöchigen Belagerung, durch die Verwendung des Herzogs Heinrich von Baiern, zwischen den beiden Gegnern ein Vergleich zustande kam, wonach Adalbero gegen Verzicht auf die Bischofswürde freien Abzug und eine billige Entschädigung erhielt. Kaum hatte aber der Kaiser den Rücken gewandt, als Adalbero von neuem über Trier herfiel und Megingaud zur Flucht nach Koblenz nötigte.
Nach Megingauds Tod 1015 schien Adalbero unbestrittener Herr des Erzstifts zu sein; aber das Domkapitel wählte im Einverständnis mit Papst und Kaiser den Sohn des Markgrafen Leopold von Österreich, Poppo, zum Erzbischof. Dieser, ein kräftiger Regent, nahm mit kaiserlicher Hilfe Trier wiederum ein, zerstörte Adalberos Festen Heiligkreuz bei Trier und Sciva (Schiff, das spätere Montclair an der Saar), verwickelte sich aber hierdurch in eine blutige Fehde mit dem Neffen Adalberos, dem Grafen Giselbert von Luxemburg, welcher 1028 die Abwesenheit Poppos auf einer Wallfahrt nach Jerusalem zu einer grausamen Verheerung des Erzstifts benutzte. Adalbero scheint einen Teil der Grafschaft Luxemburg besessen zu haben, der nach seinem kurz nachher eingetretenen Tod teils ans Erzstift Trier und die Abteien St. Matthias und Prüm, teils an die luxemburgischen und lothringischen Agnaten gelangte.